# Lieve Mostrey

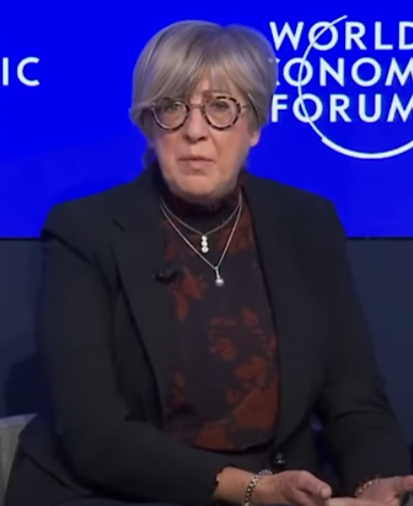
Lieve Mostrey tijdens het World Economic Forum 2023

Lieve Mostrey (Brugge, 7 september 1960) is een Belgische bedrijfsleider en voormalig bankier. Sinds 2017 is ze CEO van de financiële dienstverlener Euroclear.

## Levensloop
Lieve Mostrey studeerde af als burgerlijk ingenieur aan de Katholieke Universiteit Leuven (1983) en behaalde een postgraduaat in de economie aan de Vrije Universiteit Brussel (1988). Ze startte haar carrière in 1983 op het IT-departement van de Generale Bank (later Fortis Bank) en maakte in 1997 de overstap naar de afdeling Operations. In 2006 werd ze country manager van Fortis Bank België en in 2008 operationeel directeur van Fortis Bank (vanaf 2009 BNP Paribas Fortis).
In 2010 werd ze hoofd technologie van de financiële dienstverlener Euroclear, waar ze in januari 2017 CEO werd.
Mostrey is lid van de raden van bestuur van Euronext Brussels en Febelfin en lid van het strategisch comité van het Verbond van Belgische Ondernemingen (VBO). Ze was ook bestuurder van SWIFT, VISA Europe en ICT-bedrijf RealDolmen.

## Eerbetoon
- 2018: Vlerick Award van de Vlerick Business School[2]
- 2024: Manager van het Jaar 2023[3]
- 2024: benoeming tot barones[4]